# Westgate-on-Sea
Westgate-on-Sea is een plaats en civil parish in het bestuurlijke gebied Thanet, in het Engelse graafschap Kent met 6.594 inwoners.

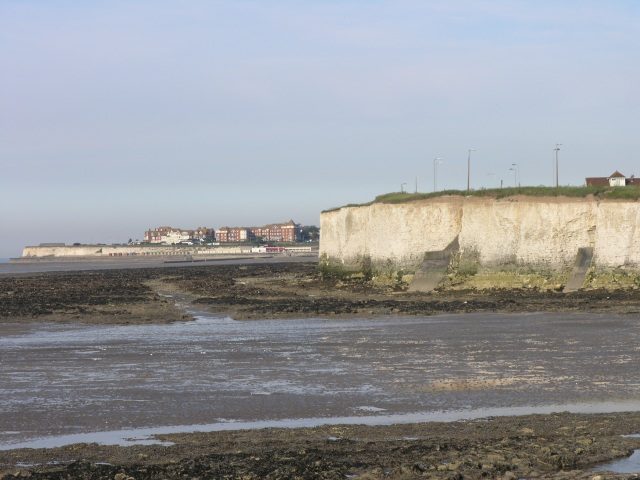
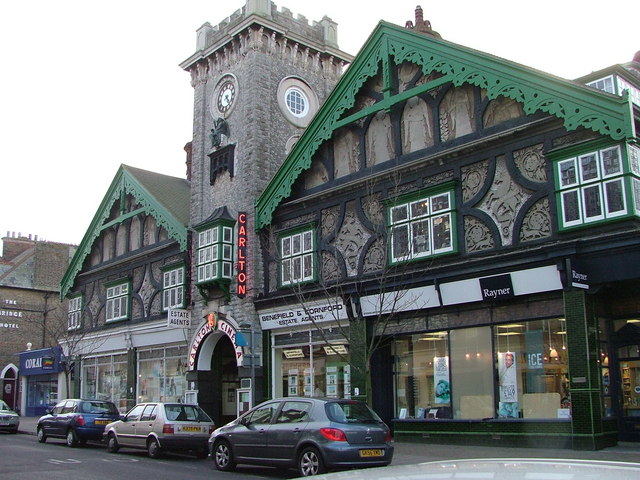
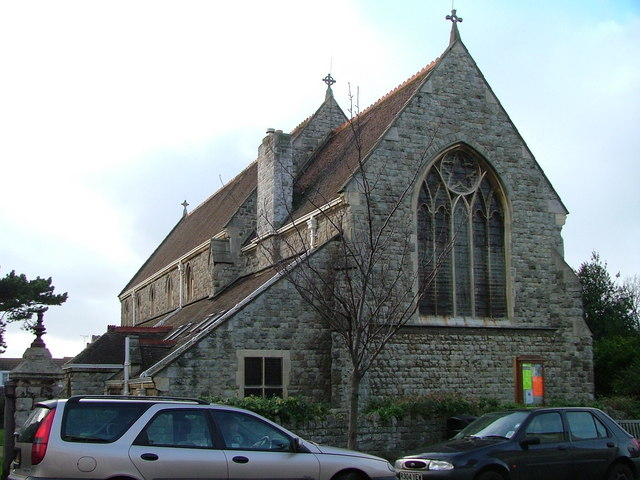
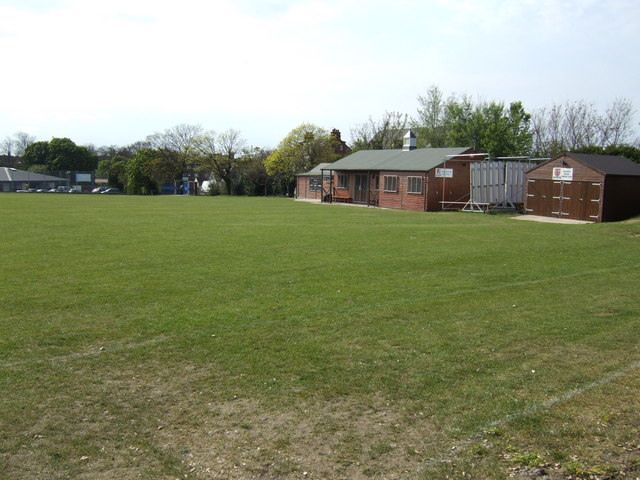